# Glenoleon mouldsorum
Glenoleon mouldsorum is een insect uit de familie van de mierenleeuwen (Myrmeleontidae), die tot de orde netvleugeligen (Neuroptera) behoort. 
Glenoleon mouldsorum is voor het eerst wetenschappelijk beschreven door New in 1985.